# Aleksandr Dútov
Aleksandr Ilich Dútov (en ruso: Алекса́ндр Ильи́ч Ду́тов; Kazalinsk, Imperio ruso; 18 de agosto de 1864-Suiding, Sinkiang, República de China; 7 de marzo de 1921) fue un militar cosaco y comandante del Movimiento Blanco durante la Guerra Civil Rusa en la región meridional de los Urales.

## Comienzos
Dútov nació en una familia de la nobleza rural cosaca de la región de Oremburgo, en la zona meridional de los montes Urales. Asistió a la Academia de Caballería Nikolái y ascendió a coronel durante la Primera Guerra Mundial.
Tras la Revolución de Febrero que supuso la caída de la monarquía comenzó a involucrarse en política, tratando de unificar las diversas huestes cosacas. En junio presidió en la capital, Petrogrado, el Congreso Nacional Cosaco. Su Unión de Tropas Cosacas estuvo involucrada junto con otras organizaciones opuestas a la revolución en la formación de una unión militar contraria a ella, asociada al Centro Republicano, favorable a Lavr Kornilov. La Unión tenía su centro en Moscú, recibió el apoyo de los capitalistas rusos y la atención de los Aliados y participó, junto con las demás organizaciones similares, en las actividades para tratar de implantar una dictadura en el país.
En septiembre se trasladó a Oremburgo, donde fue nombrado atamán de la hueste de los cosacos de Oremburgo.

## La Revolución de Octubre y la guerra civil
La hueste de Dútov se unió a las demás formaciones cosacas en su oposición a la Revolución de Octubre y el fin de la participación rusa en la guerra mundial. El 15 de noviembrejul./ 28 de noviembre de 1917greg., dirigió un alzamiento contra el sóviet (consejo local de la ciudad) y disolvió el comité militar revolucionario de la localidad.
A finales de año, ya con un control firme de la región, contaba con unos siete mil cosacos en armas y había forjado acuerdos de convivencia con las fuerzas nacionalistas baskires y kazajo-kirguises del sur. El territorio bajo su control contenía los nudos ferroviarios que comunicaban Asia Central con el resto de Rusia.
A finales de enero de 1918, hubo de abandonar la ciudad, acosado a la vez por unidades del Ejército Rojo y las huelgas de los trabajadores de Oremburgo, retirándose primero a Verjneuralsk (donde fue duramente derrotado el 28 de abril) y más tarde, de nuevo empujado por las fuerzas soviéticas, a las estepas de Turgai.
Gracias al levantamiento de la Legión Checoslovaca y la formación de un Gobierno antibolchevique en Samara (el Komuch) en la primavera de 1918 la suerte de Dútov cambió. En junio se alió con el Gobierno del Komuch. En septiembre pasaron a depender del nuevo Gobierno del Directorio de Omsk.
Tras el golpe de Estado que acabó con el directorio e instauró la dictadura del almirante Aleksandr Kolchak, Dútov pasa a apoyar a este. El nuevo Gobierno no pudo evitar que las unidades cosacas de Dútov fueran nuevamente expulsadas por las soviéticas a las estepas.
En febrero de 1919, ascendido a general, participó en la gran ofensiva de Aleksandr Kolchak contra los soviéticos, al mando, junto con el teniente general Tolstov de los cosacos del Ural, del Ejército Meridional, con unos quince mil hombres. La ofensiva, tras un rápido avance, acabó siendo rechazada y los intentos de Dútov de enlazar con las fuerzas de Antón Denikin fracasaron, comenzando una lenta retirada que desorganizó paulatinamente sus fuerzas, a las que se unieron decenas de miles de refugiados. La comunicación del Ejército Meridional con los otros dos ejércitos de Kolchak había sido precaria al estar las conexiones ferroviarias con Siberia en manos de los soviéticos. El Ejército Meridional actuó, por tanto, como una unidad separada.
En julio pasó brevemente al Lejano Oriente ruso, donde ayudó a aplastar temporalmente el movimiento de protesta contra Kolchak, que había logrado un amplio respaldo en sus huelgas de junio, julio y agosto.
A principios de agosto de 1919, el Ejército Meridional, en retirada ante los ataques soviéticos, se dividió en dos: mientras que los cosacos de Tolstov se dirigieron al sur, hacia Gúriev, los cosacos al mando de Dútov se dirigieron a las desiertas estepas del norte de Turquestán en una durísima marcha acosados por el frío, el hambre, y el tifus.
A comienzos de 1920 los treinta mil supervivientes de una columna inicial de ciento cincuenta mil pasaron al Turquestán chino. Allí se unieron a los Cosacos de Semirechye, que se había retirado desde Sergiopol. Tras acampar en la frontera hasta marzo entre este mes y mayo, los diez mil cosacos de Oremburgo y cuatro mil de Semirechye que quedaban cruzaron la frontera, siendo desarmados e internados en campos por los chinos.
El 7 de marzo de 1921, el agente bolchevique Мajmud Jadzhamírov asesinó a Dútov en la localidad de Suidin, donde se hallaba detenido.